# Jürgen Gerdes

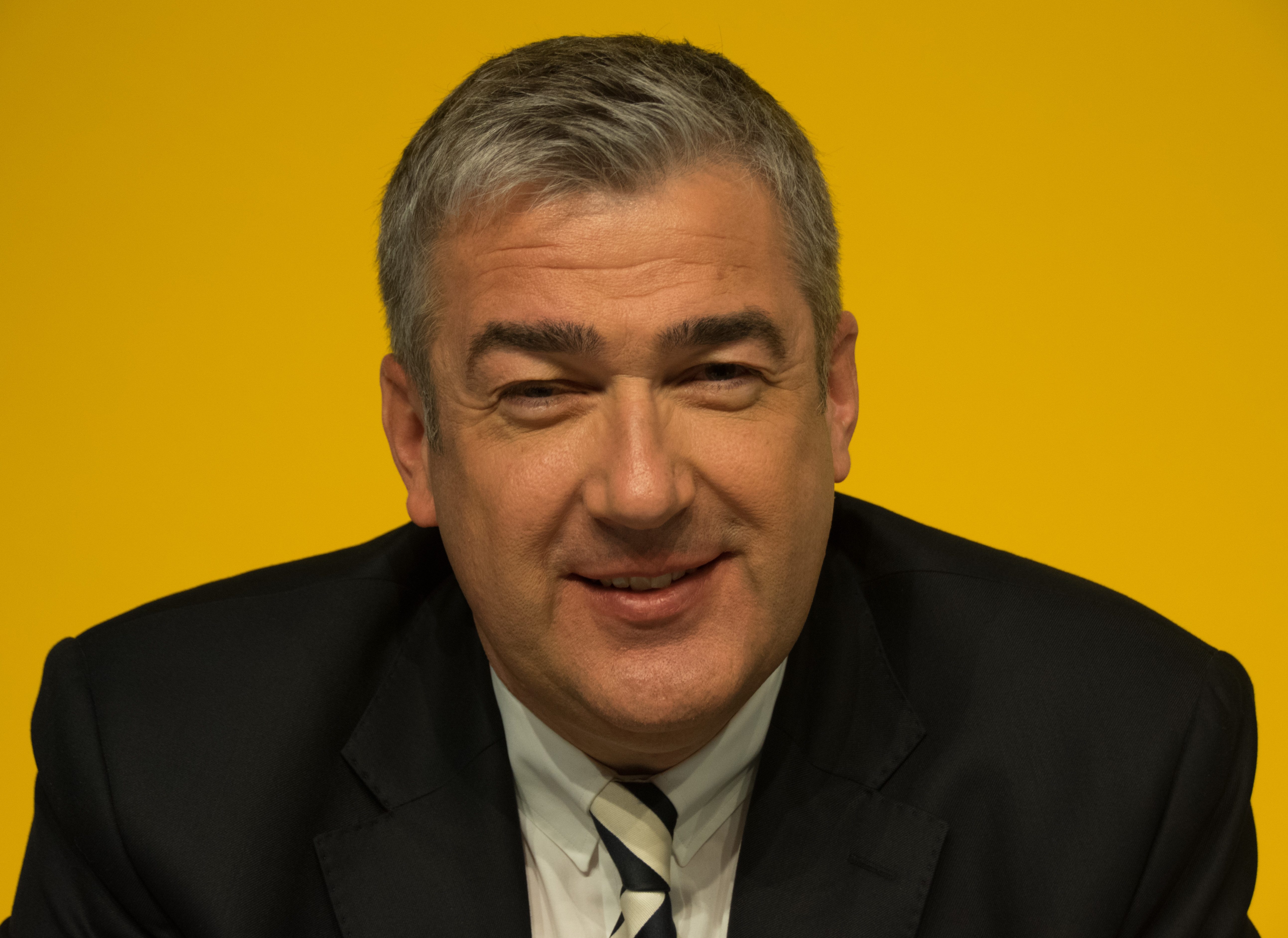
Jürgen Gerdes (2017)

Jürgen Gerdes (* 1964) ist ein deutscher Manager. Er war bis zum 12. Juni 2018 Mitglied des Vorstands der Deutschen Post AG.

## Leben
Nach einem Studium an der Westfälischen Wilhelms-Universität in Münster (Abschluss: Diplom-Kaufmann, 1994) wechselte er als Produktmanager „Infopost/Werbepost“ zur Deutschen Post und durchlief seither verschiedene Ränge im Management. 2007 wurde Jürgen Gerdes unter dem damaligen Vorstandsvorsitzenden Klaus Zumwinkel zum Mitglied des Konzernvorstands berufen und war in dieser Funktion zuständig für das Ressort „Brief und Paket Deutschland“. Darunter fielen die Geschäftsbereiche „Brief Kommunikation“, „Direkt Marketing“, „Presse Distribution“, „Paket Deutschland“ und „Rentenservice“. Gerdes verantwortete damit das gesamte Briefgeschäft, das bei seinem Amtsantritt 2007 mehr als die Hälfte zum Konzerngewinn beitrug. Seit Ende 2008 verzeichnet der Bereich Brief einen Gewinnrückgang, der mit steigendem Wettbewerb und dem Rückgang des Briefvolumens in Deutschland begründet wird. Im Gegenzug erzielt die Sparte Zuwächse im Bereich Paket durch steigende Sendungszahlen aus dem Online-Handel. 2014 wurde der Bereich „Brief und Paket Deutschland“ daher in „Post – eCommerce – Parcel“ (PeP) umbenannt.
Im April 2018 gab Gerdes das Ressort PeP ab und übernahm dafür das neu geschaffene Vorstandsressort „Corporate Incubations“. Im Juni 2018 trennten sich Jürgen Gerdes und Deutsche Post DHL Group, nachdem die Deutsche Post AG eine Gewinnwarnung für das Geschäftsjahr 2018 veröffentlichen musste.
Im Februar 2022 gab die Porta-Unternehmensgruppe bekannt, dass sie sich ab sofort von Jürgen Gerdes als Geschäftsführer trennt. Gerdes war seit Januar 2019 für die Porta Holding tätig.
Seit 1990 ist er Mitglied der katholischen Studentenverbindung VKDSt Saxonia Münster. 2017 erhielt er ein Ehrendoktorat der HHL Leipzig Graduate School of Management.